# Lothar Leder
Lothar Leder (Flörsheim-Dalsheim, RFA, 3 de marzo de 1971) es un deportista alemán que compitió en triatlón.
Ganó una medalla de plata en el Campeonato Mundial de Triatlón de Larga Distancia de 1994. Además, obtuvo dos medallas de bronce en el Campeonato Mundial de Ironman en los años 1997 y 1998.

## Palmarés internacional
| Campeonato Mundial | Campeonato Mundial | Campeonato Mundial | Campeonato Mundial |
| Año                | Lugar              | Medalla            | Prueba             |
| ------------------ | ------------------ | ------------------ | ------------------ |
| 1994               | Niza (Francia)     | Medalla de plata   | Individual         |

| Campeonato Mundial | Campeonato Mundial     | Campeonato Mundial | Campeonato Mundial |
| Año                | Lugar                  | Medalla            | Prueba             |
| ------------------ | ---------------------- | ------------------ | ------------------ |
| 1997               | Hawái (Estados Unidos) | Medalla de bronce  | Individual         |
| 1998               | Hawái (Estados Unidos) | Medalla de bronce  | Individual         |